# SAV
SAV (Sport Activity Vehicle) là thuật ngữ chuyên môn trong ngành công nghiệp ô tô để chỉ loại xe thể thao đa tính năng, những mẫu xe thể thao hòa quyện nhiều kiểu dáng khác nhau.
- BMW: Đại diện đầu tiên của SAV là mẫu xe X6 với thiết kế pha trộn giữa crossover, coupe, wagon với thể thao đa dụng SUV. Nhìn ở mỗi góc, X6 sẽ giống một mẫu xe nào đó. Nhưng về tổng thể, nó lại mang nét rất riêng, mang đặc trưng BMW.
- Audi:
- Mercedes: